# Umba (Kandalakscha-Bucht)
Die Umba (russisch Умба) ist ein 123 km langer Fluss auf der Kola-Halbinsel in der Oblast Murmansk (Russland).
Der Fluss hat seinen Ursprung im See Umbosero, 100 km nordöstlich von Kandalakscha, zwischen dem Chibinen-Massiv und der Lowosero-Tundra auf der Kola-Halbinsel. Von dort fließt die Umba südwärts durch eine hügelige Waldlandschaft. Es kommt zu einem Wechsel zwischen Stromschnellen und ruhigeren Flussabschnitten. Er durchfließt mehrere Seen, der größte davon ist der See Kanosero (⊙). Diesen verlässt er mittels zweier 5 km voneinander entfernten Abflüssen – der Kiza und der Rodwinga. Der Letztere spaltet sich nochmals in einen weiteren Abflussarm auf, der Nisma. Kiza und Rodwinga vereinigen sich wieder im See Pontschosero (⊙), wo der Fluss dann wieder Umba heißt. Die Nisma mündet wenige Kilometer weiter abstrom wieder in den Hauptfluss. Die Umba mündet in die Kandalakscha-Bucht nahe der Siedlung Umba. Der größte Nebenfluss der Umba ist die Wjala, welche aus dem See Wjalosero abfließt und etwa 15 km vor der Mündung ins Meer der Umba zufließt. Das Einzugsgebiet der Umba umfasst 6250 km². Bei Pajalka, 3,7 km vor der Mündung, beträgt der mittlere Abfluss 80 m³/s.
Die Umba ist bekannt als geeigneter Fluss zum Lachs-Angeln. Zusammen mit der Warsuga war sie der erste Fluss auf der Kola-Halbinsel, welcher für den Angeltourismus für Ausländer Anfang der 1990er Jahre erschlossen wurde. Jedoch ist in den letzten Jahren die Anzahl an Lachsen rückläufig – ein Ergebnis der Wilderei durch die lokale Bevölkerung, die mit einer massiven Arbeitslosigkeit zu kämpfen hat und der leichten Zugänglichkeit des Flusses durch Straßen entlang seines Laufes.
Die Umba wird auch zur Holzflößerei genutzt.